# Калиновка (Ковельский район)
Калиновка (укр. Калинівка) — село в Люблинецкой поселковой общине Ковельского района Волынской области Украины.
Код КОАТУУ — 0722155703. Население по переписи 2001 года составляет 10 человек. Почтовый индекс — 45034. Телефонный код — 3352. Занимает площадь 0,008 км².